# Cyathea glauca
Cyathea glauca là một loài dương xỉ trong họ Cyatheaceae. Loài này được Bory mô tả khoa học đầu tiên năm 1804.
Danh pháp khoa học của loài này chưa được làm sáng tỏ. 

## Hình ảnh

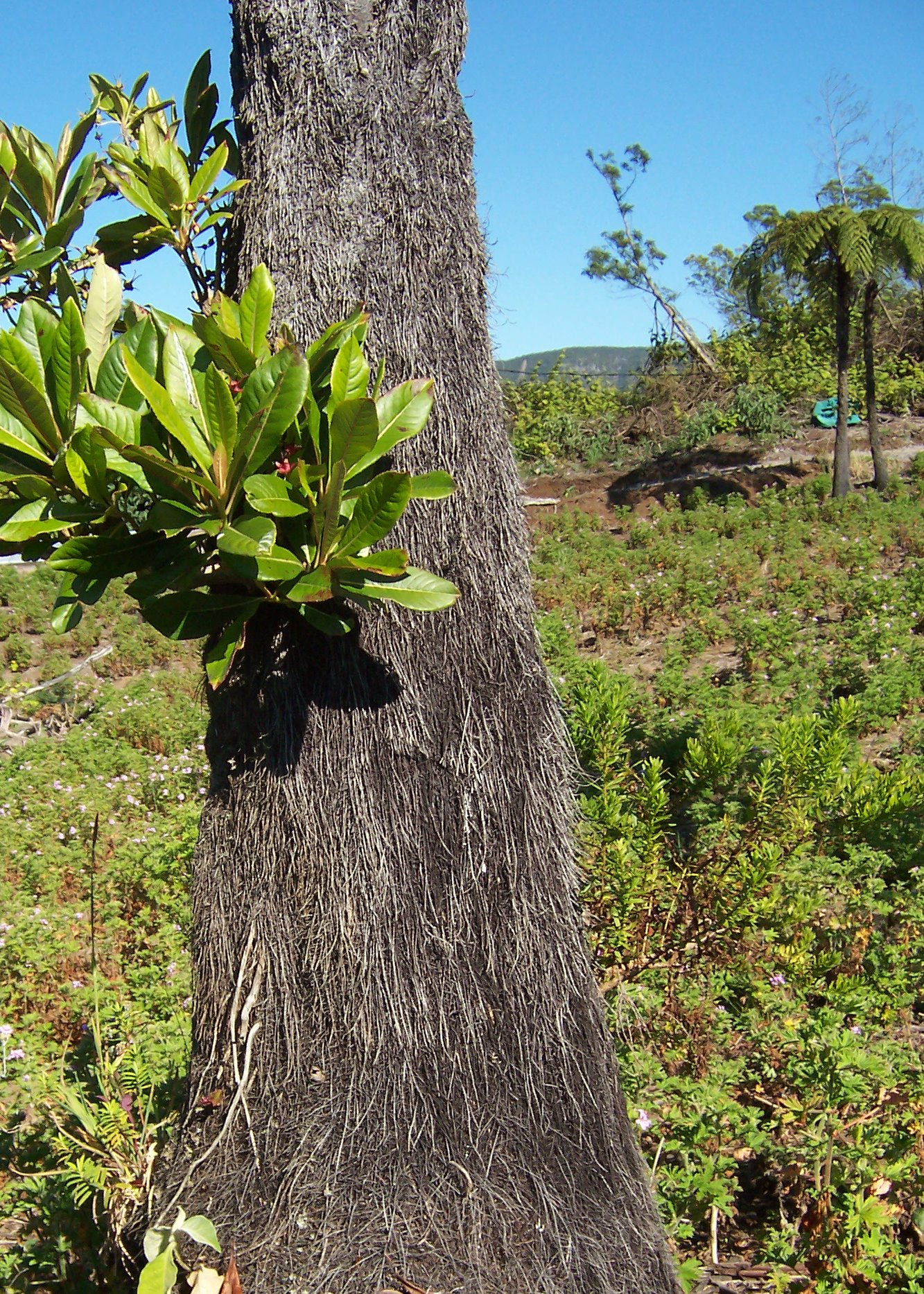
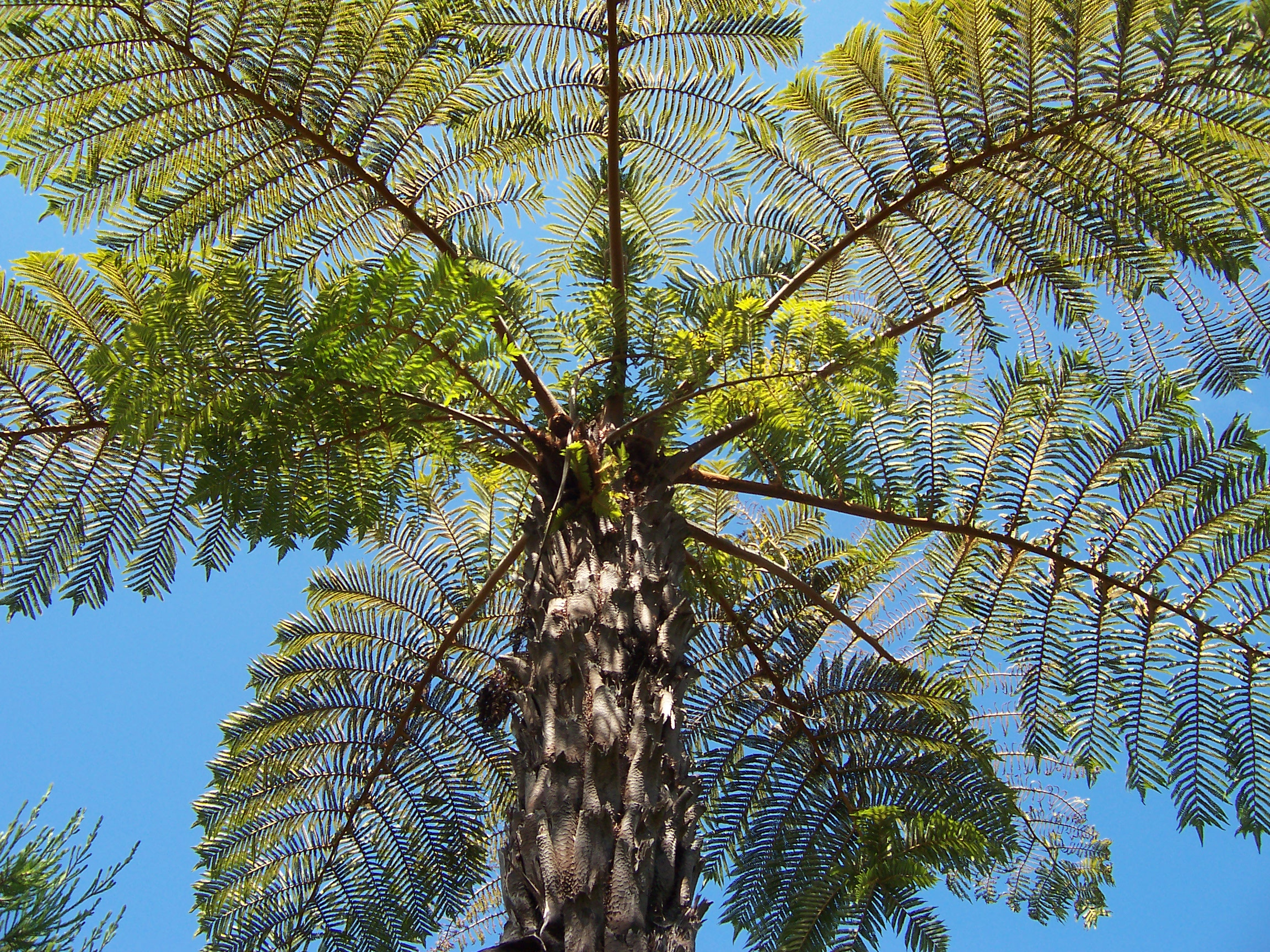
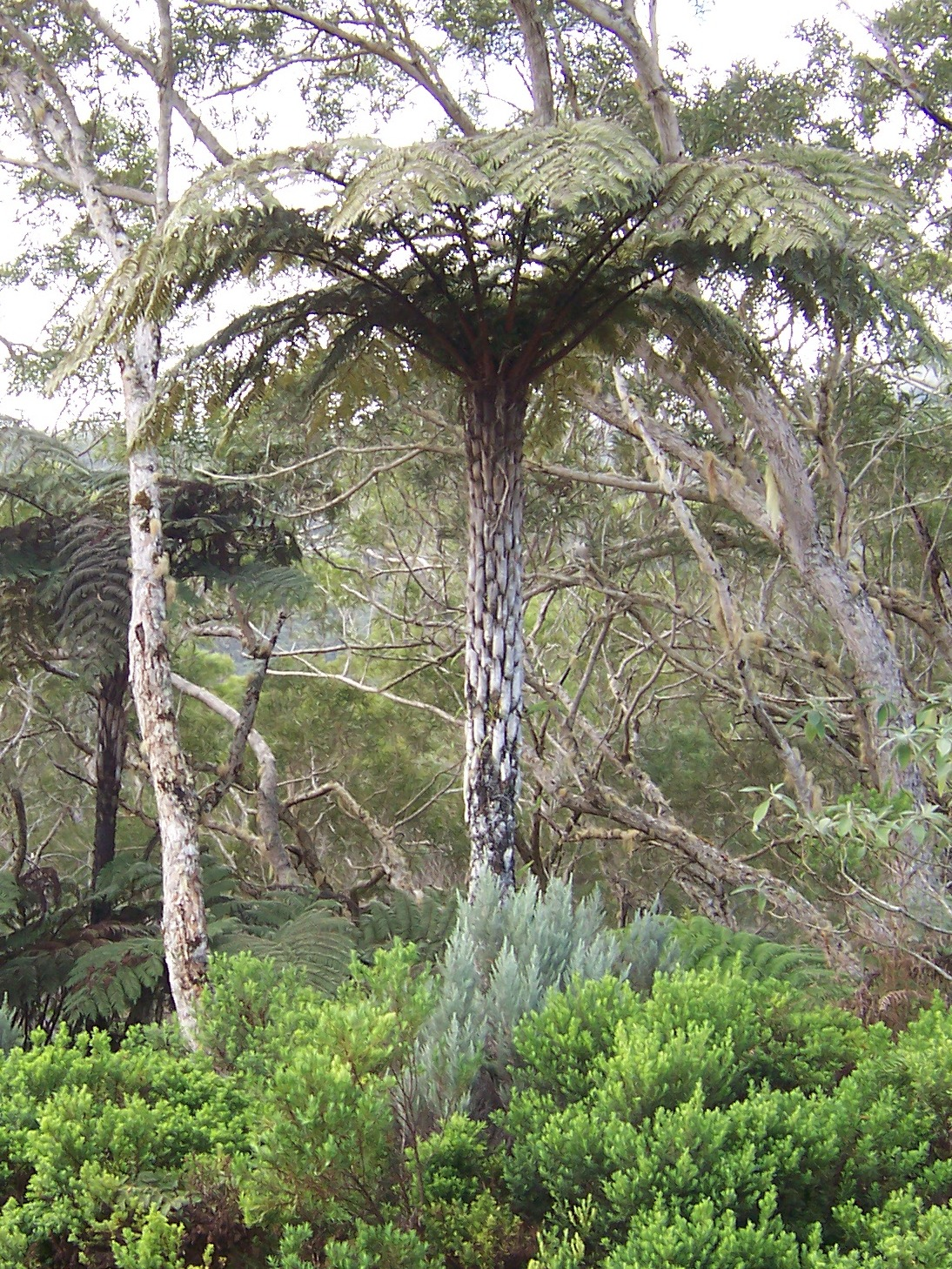